# Jakob Kraus (Widerstandskämpfer)
Jakob Balthasar Kraus (* 25. Dezember 1904 in Ingolstadt; † 27. Januar 1943 in Stuttgart) war ein deutscher Widerstandskämpfer gegen den Nationalsozialismus.

## Leben
Jakob Kraus konnte nach Abschluss seiner Bäckerlehre keine Anstellung in dem erlernten Beruf finden und arbeitete daher in verschiedenen anderen Berufen. 1923 wurde er Mitglied des Kommunistischen Jugendverbandes, 1930 trat er der KPD bei. Im selben Jahr zog er nach Stuttgart-Feuerbach und heiratete Eva Wringe. Das Ehepaar wohnte in der Klagenfurter Straße 11. Jakob Kraus arbeitete als Schleifer in der Metallfabrik Thürrauch in Feuerbach. Ab Dezember 1931 gehörte er dem Feuerbacher Gemeinderat an, bis die KPD im Jahr 1933 verboten wurde.
Jakob Kraus war frühzeitig an Aktionen gegen die Nationalsozialisten beteiligt. Dazu gehörte das Verteilen von Flugblättern und das Ankleben von Plakaten ebenso wie die Organisation eines nicht genehmigten Straßenumzugs und einer ebensolchen Versammlung. Auch an einer Gefangenenbefreiung war Kraus beteiligt. Die Geheime Staatspolizei (Gestapo) verhaftete Jakob Kraus im Oktober 1933 wegen Verbreitung illegaler Schriften, die aus der Schweiz eingeführt worden waren. Ab dem 8. November 1933 befand er sich im Gefängnis des Amtsgerichts Stuttgart. Nach seiner Verurteilung im Juli 1934 kam Kraus in das Zuchthaus Ludwigsburg. Nach seiner Verlegung ins Bruchsaler Gefängnis im Februar 1939 galt er als unheilbar geisteskrank. Daher kam er im August 1939 in die psychiatrische Klinik Heidelberg. Seine Entlassung nach Hause erfolgte im Dezember desselben Jahres. Jakob Kraus kehrte nach Feuerbach zurück, arbeitete wieder bei Thürrauch und versuchte weiterhin den Nationalsozialismus zu bekämpfen. Er stellte sich als Verteilstation für illegale Schriften zur Verfügung. Nach seiner zweiten Verhaftung durch die Gestapo wurde er im Polizeigefängnis inhaftiert und wegen Vorbereitung zum Hochverrat verurteilt. Von September 1942 bis Januar 1943 befand er sich im Polizeigefängnis in der Büchsenstraße. Dort war er schweren Misshandlungen ausgesetzt. Getötet wurde er wahrscheinlich durch die Gestapo in der Gregor-Schmid-Straße, der späteren Neuen Brücke in Stuttgart. Seine Leiche wurde verbrannt und in einem Urnengrab auf dem Pragfriedhof beigesetzt; später wurde die Urne nach Ingolstadt übergeführt.
Jakob Kraus’ Witwe durfte die Kleider ihres Ehemannes auf dem Pragfriedhof abholen. Sie waren nach ihrer Aussage „durch und durch mit Blut getränkt und vollständig zerrissen“ und ließen auf einen gewaltsamen Tod ihres Mannes schließen.

## Ehrungen
1947 wurde auf dem Feuerbacher Friedhof ein Mahnmal für die Opfer des Faschismus errichtet, auf dem auch der Name Jakob Kraus eingraviert ist. Im Feuerbacher Wohngebiet Walpenreute wurde eine Straße nach ihm benannt. Vor dem Haus Klagenfurter Straße 11 befindet sich seit 2006 ein Stolperstein, der an Jakob Kraus erinnert.